# Метью Торнтон
Метью Торнтон (англ. Matthew Thornton, 3 березня 1714 — 24 червня 1803) — ірландський батько-засновник Сполучених Штатів, який підписав Декларацію незалежності США як представник Нью-Гемпшира.

## Життєпис
Торнтон народився в Ірландії в 1714 році в сім’ї Джеймса та Елізабет (уродженої Дженкінс) Торнтон. Джеймс Торнтон жив на фермі в радіусі милі від Деррі, і ймовірно, тут народився Метью, хоча це достаменно не відомо і Лісберн і Лімерік також можливі як місця народження.